# Stelis immersa
Stelis immersa là một loài lan được tìm thấy ở México đến miền bắc Venezuela.

## Hình ảnh

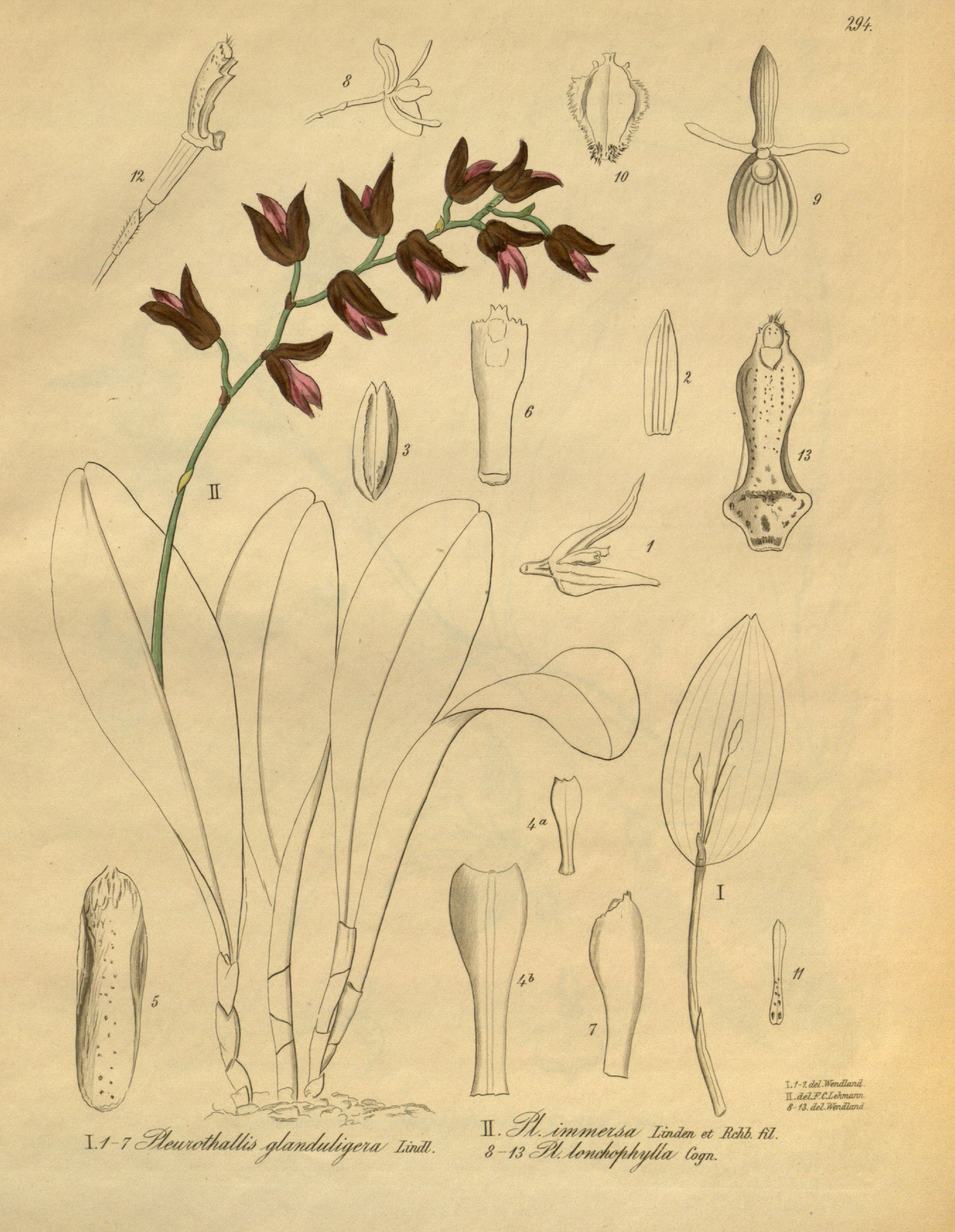
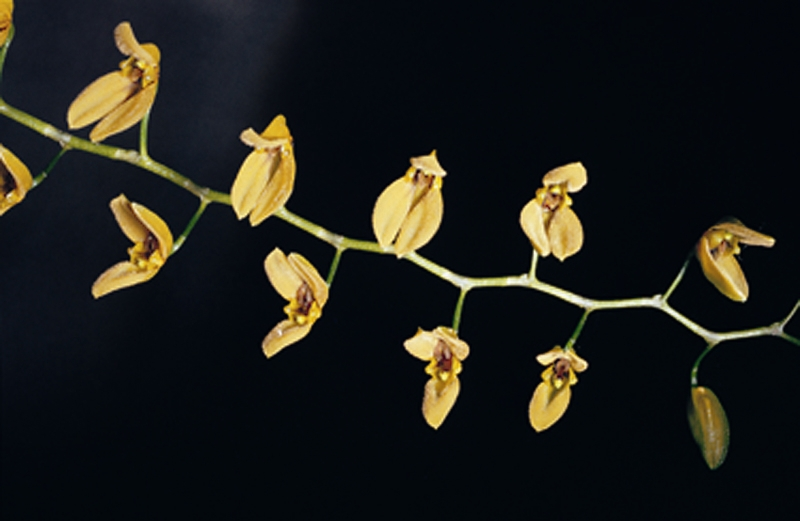